# 小浪詔子
小浪 詔子（8月24日—），日本漫畫家。

## 作品
秋田書店
- 忍者酷情人、全13冊、原名

角川書店
- 像我們這樣的男孩、全6冊、原名
- 澡堂西施、全4冊、原名
- 火爆公子酷管家、全4冊、原名
- 地平線之星、全1冊、原名
- 鈍色幻視行、全3冊

新書館
- 折翼天使、全8冊、原名

幻冬舎
- 青天宿舍 GOLD FISH、1冊待續、原名

## 外部連結
- （日語）http://conami.cc/ （页面存档备份，存于）